# 観音寺 (秩父市寺尾)
観音寺（かんのんじ）は、埼玉県秩父市にある真言宗豊山派の寺院で、山号は要光山と号する。
本尊真言：おん あろりきゃ そわか
御詠歌：梓弓いる矢の堂に詣で来て 願ひし法にあたる嬉しさ

## 歴史
創建年代は不明である。当寺の観音堂の通称は「矢之堂」であり、その由来として、当初は武蔵国秩父郡矢納村（現・埼玉県児玉郡神川町）にあったからとも、日本武尊が矢を納めたとも、平将門が矢を納めたとも、行基の邪魔をするために邪神が火を放ったのを八幡神が鏑矢を放って火を追い払ったからともいわれている。
これらの逸話から、本尊の聖観世音菩薩は「火伏観音」と呼ばれるようになった。1923年（大正12年）の火災では、奇跡的に本尊を救出することができた。その後、秩父郡倉尾村（現・小鹿野町）の廃寺の廃材を活用して再建した。

## 文化財
- 札所21番 要光山観音寺（秩父市指定史跡 昭和40年1月25日指定）[3]

## 交通アクセス
- 路線バス札所21番停留所より徒歩1分。